# 15 tháng 9
Ngày 15 tháng 9 là ngày thứ 258 (259 trong năm nhuận) trong lịch Gregory. Còn 107 ngày trong năm.

## Sự kiện
- 1457: Trận Bornholm thứ nhất, hạm đội 3 tàu Gdańsk đánh tan đoàn 16 tàu của Đan Mạch – Livonia trong Chiến tranh Mười ba năm (1454–1466)
- 1835 – Trong chuyến thứ hai trên tàu HMS Beagle, Charles Darwin tới Quần đảo Galápagos, ở đấy ông phát triển học thuyết tiến hóa.
- 1894 – Chiến tranh Nhật–Thanh: Quân Nhật Bản giành chiến thắng trước quân Thanh trong trận Bình Nhưỡng diễn ra trên lãnh thổ Triều Tiên.
- 1916 – Xe tăng, "vũ khí bí mật" của Quân đội Anh trong Chiến tranh thế giới thứ nhất, được sử dụng trong trận chiến lần đầu tiên tại Trận Somme (1916) ở Somme, Picardy, Pháp, cho phép phe Đồng minh thắng chiến.
- 1935 – Đức Quốc xã ban hành Bộ luật Nürnberg, luật này hủy bỏ quyền công dân của những người Đức gốc Do Thái, và đổi quốc kỳ mới có chữ Vạn.
- 1945 – Thông tấn xã Việt Nam được thành lập dưới tên Việt Nam Thông tấn xã.
- 1946 – Cộng hòa Nhân dân Bulgaria tuyên bố hình thành sau cuộc trưng cầu dân ý với kết quả phế bỏ chế độ quân chủ.
- 1950 – Bắt đầu trận đánh Inchon ở Triều Tiên.
- 1954 – Cảnh váy mang tính biểu tượng của Marilyn Monroe được quay trong quá trình quay phim The Seven Year Itch.
- 1956 – Số đầu tiên Tạp chí Nhân Văn ra mắt độc giả ở Hà Nội. Tạp chí này sau bị chính quyền lên án và các tác giả đóng góp bài vở đều bị truy tố là "chống phá cách mạng".
- 2008 – Khủng hoảng tài chính Hoa Kỳ năm 2007-2009: Tập đoàn dịch vụ tài chính Lehman Brothers phá sản với tài sản hơn 600 tỷ Mỹ kim, trong vụ phá sản lớn nhất trong lịch sử Hoa Kỳ.

## Sinh
- 1890 – Agatha Mary Clarissa (Agatha Christie), nhà văn trinh thám, lãng mãn người Anh.
- 1900 – Nguyễn An Ninh, nhà văn, nhà báo, nhà hoạt động cách mạng Việt Nam (m. 1943)
- 1948 – Thanh Tùng, nhạc sĩ người Việt Nam.
- 2000 – Felix Lee, ca sĩ, nhạc sĩ, rapper, vũ công, người mẫu, MC người Úc gốc Hàn Quốc

## Mất
- 1974 – Bùi Quý Cảo, Chuẩn tướng Quân lực Việt Nam Cộng hòa (sinh 1923)

## Những ngày lễ và kỷ niệm
- Ngày Quốc tế Dân chủ (International Day of Democracy) theo LHQ